# Сумароков Павло Іванович
Сумароков Павло Іванович (1767 — 6 (18) вересня 1846) — російський чиновник і літератор з роду Сумарокових. Автор відомого опису Новоросії, опублікованого в 1800 році. Племінник поета О. П. Сумарокова, батько графа С. П. Сумарокова.